# Befejezetlen (Így jártam anyátokkal)
A Befejezetlen az Így jártam anyátokkal című televízió-sorozat hatodik évadának harmadik epizódja. Eredetileg 2010. október 4-én vetítették, míg Magyarországon 2011. szeptember 5-én.
Ebben az epizódban Barney a csajozós trükkjeit veti be Teden, hogy meggyőzze, segítsen felépíteni az új GNB székházat. Robin eközben még mindig nincs túl Donon.

## Cselekmény
Jövőbeli Ted elmeséli a gyerekeinek, hogy amikor még kezdő tanár volt az egyetemen, még egyszerű célja volt: olyan leckét adni, ami megváltoztatja valaki életét. Úgy véli, ezt sikerült teljesítenie. Még 2010-ben történt, hogy Barney örömmel újságolta neki, hogy a Góliát Nemzeti Banknál meggondolták magukat, és elhatározták, hogy mégis az ő tervei szerint szeretnék felépíteni az új székházat. Ted bár hezitál, de végül azt mondja, hogy nem akar nekik dolgozni (hiszen amikor legutóbb így volt, akkor nagyon csúnyán elbántak vele). Barney eleinte úgy tűnik, hogy ezt megértette, de később kiderül, hogy Ted szavait teljesen figyelmen kívül hagyta és tovább próbálkozik. Ted ekkor döbben rá, hogy a csajozós csábítási technikáival akar eredményt elérni nála. Ezúttal nem a hódítás a cél, hanem hogy rábírja a munkára. Ez kezdetben egész jó, megy, és Ted nagyon hajlik arra, hogy elfogadja az állást. Végül aztán Barney azt mondja neki, hogy sajnos már elfogadták valaki más ajánlatát, és ezt Marshall is megerősíti. Kétségbeesetten rohan az irodájába, ahol könyörög, hogy hadd adják neki a megbízást, akár féláron is elvégzi. Marshall ekkor elszólja magát: igazából nem adták másnak, ez csak egy csali volt, hogy még jobban akarja az állást. A dühös Ted elrohan és azt mondja, hogy visszautasítja az állást. Mégis, miközben órát tart a diákjainak egy építész befejezetlen munkáiról, elgondolkozik, és úgy dönt, mégis vállalja. De ennek ára van: Barneynak el kell vinnie őt vacsorázni.
Eközben kiderül, hogy Robin még mindig nincs túl Donon: láthatóan felzaklatja, amikor a tévében látja őt. Elkezdi részegen telefonon hívogatni és obszcén üzeneteket hagy az üzenetrögzítőjén. Lily megpróbálja rábeszélni, hogy törölje ki a telefonszámot, amit Robin megígér, de végül mégsem tesz meg. Aztán később már hiába törli ki, megjegyezte azt, és fejből hívogatja. Végül aztán egy nap elfelejti, és ekkor elégedetten realizálja, hogy túl van rajta.

## Kontinuitás
- Ted és Barney gyakran kihagyják Marshallt bizonyos eseményekből ("Tricikli", "Kisfiúk", "Definíciók"). Barney és Marshall legutoljára "A skorpió és a varangy" című részben voltak egymás szárnysegédei.
- Marshall szerint a szituációból, amiben Ted van, egy jó dalt lehet írni. Korábbi részekben látható volt, mennyire szeret dalokat költeni.
- A visszatekintésben, amelyben Marshall a jogász-zenekarával játszik, a fején az a kalap van, ami miatt a "Közbelépés" című részben közbelépést szerveztek neki.
- Ted terveit a "Vén Clancy király" című részben kukázta a GNB, hogy aztán most újra elővegye.
- Barney állítása szerint 236 nővel feküdt le. A "Jó helyen, jó időben" című epizódban volt meg neki a kétszázadik.

## Jövőbeli visszautalások
- Robin majd csak a következő epizódban lesz úrrá az összes nehézségén annyira, hogy felálljon a padlóról.
- Lily először használja a "hol a kaki?" szófordulatot, amivel arra céloz, hogy az illető nem mondja el a teljes igazságot. Később a "Randy elbocsátása" és a "Valami új" című részekben is ezt a kifejezést használja.
- Az új GNB székházat az "Elfogadom a kihívást" című részben kezdik el építeni, és "Az utolsó oldal" című duplarészben készül el.
- Marshall a zenekarát ("A Funky, Csakis A Funky, A Színtiszta Funky") megemlíti a "Basszgitáros kerestetik" című részben is.

## Érdekességek
- Lily azt mondja, hogy gyerekkorukban volt egy kutyája, csakhogy "A világ legjobb párosa" című rész alapján allergiás a kutyákra.
- Az epizód a Sagrada Familia székesegyház képével indul, amit Antoni Gaudí tervezett. Az épület a befejezetlenség hírhedt példája. Újabb kapcsolat közte és az epizód között, hogy Tedet majdnem elüti egy busz - Gaudít egy villamos gázolta halálra, ezért maradt félbe az építkezés. Ugyancsak a nyitójelenet érdekessége, hogy az alatta szóló zene Franz Schubert Befejezetlen szimfóniája.
- Megemlítésre kerül a Halálcsillag felrobbantása a Csillagok háborúja IV. epizód - Egy új remény című filmből, illetve az, hogy a szellőzőn keresztül torpedózták meg. Ted azt mondja, hogy nincs az a tervező, aki szándékosan hagyna benne egy ilyen hibát a tervrajzban - ironikus módon hat évvel az epizód bemutatása után jelent meg a Zsivány Egyes című film, amiből kiderült, hogy ez mégis szándékos volt.

## Zene
- Real Estate - Beach Comber

## Vendégszereplők
- Tara Erica Moore - Rachel
- Malea Mitchell - Chrissy
- Jude Will - 7 éves Clint Eastwood
- James Lanham - 16 éves Clint Eastwood
- Clark Gilmer - szőke lány a bárban
- Keith Middlebrook - Scott Weisman
- Carolyn Ordoñez - Chrissy barátnője